# شيطان أزرق (فلم 2004)
شيطان أزرق (بالإنجليزية: Blue Demon) هو فيلم أمريكي من إنتاج عام 2004 وإخراج دانيال غرودنك وبطولة ديدي فايفر وراندال باتينكوف وداني وودبورن وجوش هاموند وكريستين لاكين وجيف فاهاي.

## وصلات خارجية
مقالات تستعمل روابط فنية بلا صلة مع ويكي بيانات